# 143-й об'єднаний навчально-тренувальний центр
143-й Об'єднаний навчально-тренувальний центр «Поділля» (143 ОНТЦ «Поділля») — військова частина, що організаційно входить до складу Командування Сил підтримки Збройних Сил України.

## Історія
Історія 143 Об'єднаного навчально-тренувального центру «Поділля» бере початок від Центру розмінування.
У 2001 році Центр розмінування був створений як структурний підрозділ Військово-інженерного інституту з метою підготовки фахівців для гуманітарного розмінування як на території України, так і за кордоном, зокрема в Південному Лівані. Основною його задачею було навчання особового складу відповідно до міжнародних стандартів.
У 2007 році Центр розмінування був реорганізований в окрему військову частину, що стало важливим кроком у розвитку підготовки саперів та фахівців з інженерних робіт для Збройних Сил України. Протягом наступних років Центр накопичував досвід і посилював свої можливості, готуючи фахівців для участі в миротворчих місіях та внутрішніх операціях.
Восени 2020 року відбулося об'єднання із 201 Навчальним центром Командування Сил підтримки, внаслідок чого утворився 143 Об'єднаний навчально-тренувальний центр.
З моменту реорганізації Центр виконує наступні завдання:
- у сфері оборони: інженерна підтримка дій військ (сил) Збройних Сил України на основних оперативних напрямках;
- у сфері військової освіти: професійно-технічна освіта, базова загальновійськова підготовка, фахова підготовка за спеціальностями Сил підтримки;
- у сфері технічних випробувань та досліджень.

На підставі Грамоти Президента України військовій частині 6 грудня 2021 року вручено Бойовий Прапор.
Відповідно до Указу Президента України № 609/2023 від 29.09.2023 143 Об'єднаному навчально-тренувальному центру присвоєно почесне найменування «Поділля».

### Російсько-українська війна
Бойові традиції колективу заклалися ще в миротворчих місіях в Лівані, Конго, Ліберії, Ісламській Республіці Афганістан та Косові.
Участь в обороні територіальної цілісності та державного суверенітету від повномасштабного російського вторгнення 2022 року колектив Центру взяв вже у перші години війни. Зокрема, включений до сил і засобів ООС зведений загін розмінування, не допустивши втрат особового складу під час перших авіаційних і ракетних ударів по районах зосередження та оборони українських військ, вже зранку 24 лютого підготував до руйнування (методом керованого підривання) ряд ключових об'єктів військової інфраструктури. Згодом основні зусилля груп розмінування у зоні проведення ООС були спрямовані на організацію взаємодії та виконання завдань в інтересах сухопутних та десантно-штурмових військ практично по усьому периметру бойових зіткнень на Ізюмському, Лиманському, Сєвєродонецькому, Попаснянському напрямках.
Впродовж перших днів від початку ворожого наступу з півночі зведені підрозділи Центру вирушили на виконання завдань із оборони Києва. При цьому на саперів покладалися завдання інженерної розвідки, облаштування системи мінно-вибухових загороджень, руйнування критичних об'єктів інфраструктури тощо.
Також військовослужбовці військової частини виконували завдання за призначенням на Запорізькому, Херсонському, Харківському, Ізюмському напрямках. Водночас, саперів військової частини залучають до виконання завдань з розмінування місцевості та об'єктів на деокупованих територіях, зокрема, у Харківській області та на Херсонщині.

## Структура
- управління
- основні підрозділи
- підрозділи забезпечення

## Командування

### Командири
- (з 2020) полковник Родіков Володимир Геннадійович

## Втрати
- Майор Луньов Олександр Володимирович — 05 жовтня 2014 року
- Підполковник Коваль Сергій Васильович — 26 березня 2021 року
- Головний сержант Оріх Борис Зіновійович — 21 березня 2022 року
- Головний сержант Остафійчук Ростислав Сергійович — 23 квітня 2022 року
- Солдат Бацан Юрій Володимирович — 28 вересня 2022 року
- Солдат Львовський Олег Іванович — 25 липня 2023 року
- Солдат Кухаришен Дмитро Вадимович — 18 серпня 2024 року